# Австрославизм

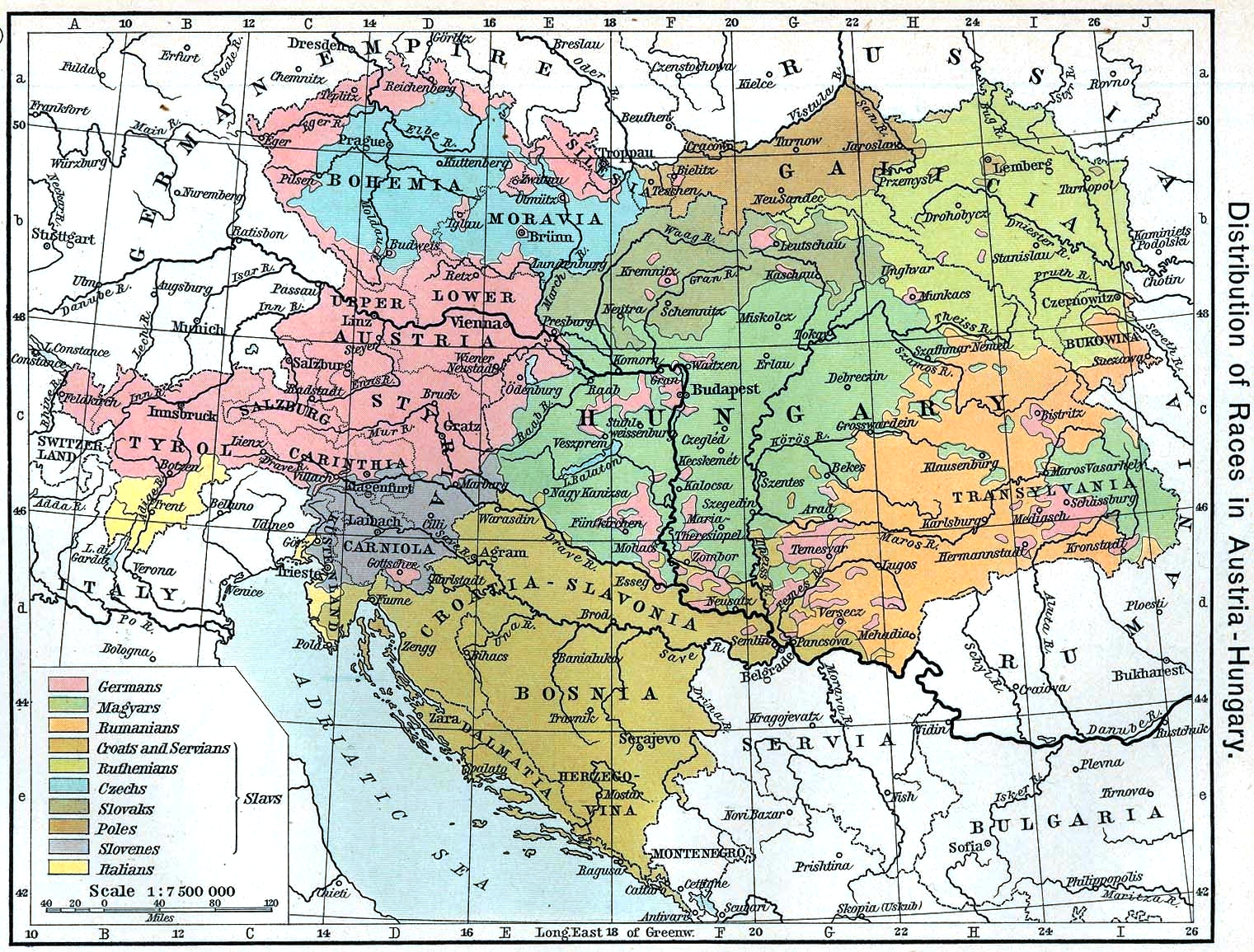
Народы Австро-Венгрии в 1911 году

Австрославизм — политическое движение среди славянских народов Австро-Венгрии (особенно среди чехов) во второй половине XIX века. Его последователи стремились реформировать австро-венгерскую двойную монархию в тройственное государство. Главными идеологами австрославизма были старочехи Франтишек Палацкий и Франтишек Ладислав Ригер, а также австрийские социал-демократы Отто Бауэр и Виктор Адлер. Около 1890 австрославизм был заменён политическими идеями радикальных младочехов.
Целью австрославизма была не только тройственность империи, но и далеко идущая федерализация и демократизация Австро-Венгрии. Последователи австрославизма не отвергали монархию как таковую, но требовали для отдельных народов империи автономии. Однако после австро-венгерского соглашения 1867 и соответствующего венгерско-хорватского соглашения 1868/1873 надежда на демократизацию в форме нового федерального деления Австро-Венгрии распалась. Внутри венгерского королевства с 1867 года проводилась жёсткая мадьяризация, целью которой было создание унитарного мадьярского национального государства путём ассимиляции не-венгерского, прежде всего — славянского, населения.
Отдельные принципы австрославизма были восприняты в концепции Соединенных Штатов Австрии, которая, впрочем, осталась неосуществлённой.